# Kallsbok
Ein Kallsbok (wörtlich Rufbuch, im Sinne einer Berufung zum Amt) ist ein in der norwegisch-lutherischen Kirche übliches amtliches Buch, das vom Pfarrer geführt wird, und Informationen über das Pfarramt enthält. Es soll die Organisation der Pfarrgemeinde dokumentieren, wird dem Propst und dem Bischof anlässlich seiner Visitation vorgelegt und unterrichtet den nachfolgenden Pfarrer über Wesentliches.

## Inhalt
Regelmäßiger Inhalt sind Daten über die Kirche, ihre Ausstattung, das Pfarrhaus, die Einkünfte des Pfarrers, den betreuten Sprengel sowie die Aufteilung der Dienste auf die einzelnen Kirchen und Kapellen. Üblich sind auch (auto)biographische Angaben zu den berufenen Pfarrern. Bei einer von ihrer Bedeutung überzeugten Persönlichkeit kann die Autobiografie auch ausführlicher ausfallen, wie das Beispiel des Pfarrers von Meldal Jacob von der Lippe Parelius zeigt.
Ein norwegisches Wörterbuch definiert das Kallsbok als bok som følger et presteembete, hvor opplysninger om embetet føres inn. (Buch, das einem Priesteramt folgt und in das Informationen über das Amt eingetragen werden.) Diese Bücher, die meist pietätvoll behandelt und gut überliefert wurden, sind wertvolle Quelle für die Kirchen- und die Regionalgeschichte vor allem des 18. Jahrhunderts.